# SHC014-CoV
SHC014-CoV es un coronavirus (SL-COV) que infecta murciélagos de herradura (familia Rhinolophidae). Fue descubierto en el condado de Kunming en la provincia de Yunnan , China. Fue descubierto junto con SL-CoV Rs3367, que fue el primer coronavirus de murciélago similar al SARS que se demostró que infectaba directamente una línea celular humana. La línea de Rs3367 que infectó las células humanas se denominó coronavirus WIV1 similar al del SRAS de murciélago.

## Descubrimiento
Desde abril de 2011 hasta septiembre de 2012, investigadores del Instituto de Viriología de Wuhan recolectaron 117 hisopos anales y muestras fecales de murciélagos de una colonia de murciélagos de herradura ( Rhinolophus sinicus ) en la ciudad de Kunming (provincia de Yunnan en el suroeste de China). Veintisiete de 117 muestras (23%) contenían siete aislados diferentes de coronavirus similares al SARS, entre los que se encontraban dos previamente desconocidos, llamados RsSHC014 y Rs3367.

## Virología
En 2013, se demostró que el coronavirus Rs3367 similar al SARS de murciélago podía infectar directamente la línea celular humana HeLa . Fue la primera vez que las células humanas se infectaron con un coronavirus de murciélago similar al SARS en el laboratorio. La cepa de Rs3367 que infectó las células humanas se denominó coronavirus WIV1 de tipo SARS murciélago.
En 2015, la Universidad de Carolina del Norte en Chapel Hill y el Instituto de Virología de Wuhan realizaron una investigación que muestra que SHC014 podría infectarse la línea celular humana HeLa, mediante el uso de genética inversa para crear un virus quimérico que consiste en una proteína de superficie de SHC014 y la columna vertebral de un virus del SARS. 
Se ha demostrado que la versión SL-SHC014-MA15 del virus, diseñada principalmente para infectar ratones, difiere en más de 5,000 nucleótidos del SARS-CoV-2 , la causa de una pandemia humana en 2019-2020 .